# Malilia
Malilia ist eine osttimoresische Aldeia im Suco Goulolo (Verwaltungsamt Cailaco, Gemeinde Bobonaro). 2015 lebten in der Aldeia 328 Menschen. Malilia liegt im Osten des Sucos.

## Politik
2023 wurde Leão Soares zum Chefe de Aldeia gewählt.